# Rotació de l'inventari

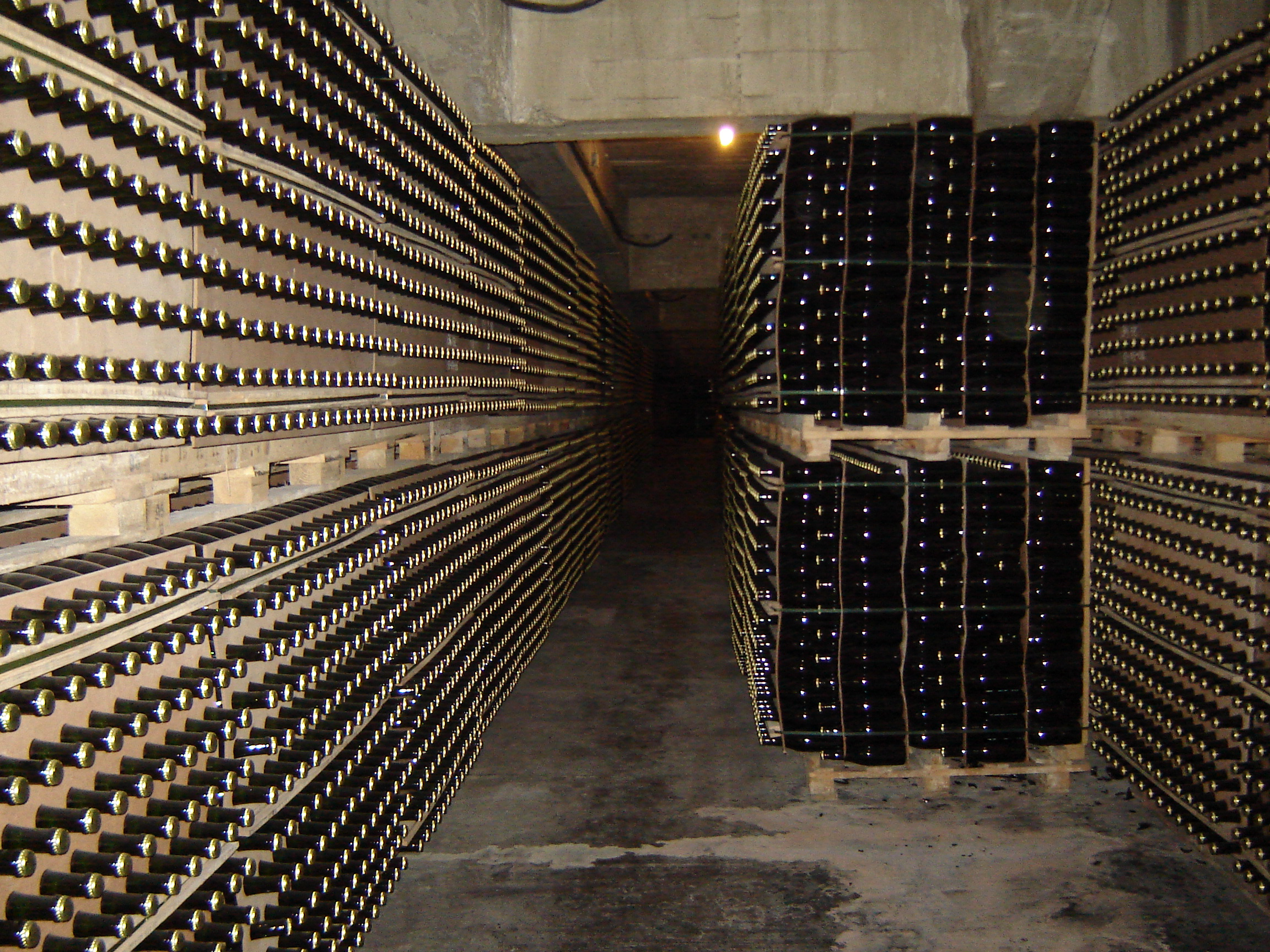
El cava i altres articles, per la seva naturalesa, tenen una rotació baixa.

La rotació de l'inventari o la rotació d'existències és un dels paràmetres utilitzats per al control de gestió de la funció logística o del departament comercial d'una empresa. La rotació, en aquest context, expressa el nombre de vegades que s'han renovat les existències (d'un article, d'una matèria primera…) durant un període, normalment un any.
Aquest valor constitueix un bon indicador sobre la qualitat de la gestió dels abastaments, la gestió de l'estoc i les pràctiques de compra d'una empresa. No es pot establir una xifra, ja que varia d'un sector a un altre: les empreses fabricants solen tenir índexs de rotació entre 4 i 5; els grans magatzems procuren arribar a 8; i els hipermercats poden arribar a 25 en alguns articles de l'assortiment d'alimentació.

## Concepte
La rotació de l'inventari correspon a la freqüència mitjana de renovació de les existències considerades durant un temps donat. S'obté en dividir el consum (venda, expedicions…), durant un període, entre el valor de l'inventari mitjà, del mateix període.
Per exemple, si un venedor de cotxes manté de mitjana 10 cotxes en exposició a la botiga i a l'any ven un total de 150 vehicles, el seu estoc té una rotació de 15 cotxes. La rotació es calcula dividint les vendes totals, en aquest cas 150, entre inventari mitjà, en aquest cas 10.
La rotació de l'inventari, en realitat, informa del nombre de vegades que es recupera la inversió en existències, durant un període. A l'exemple anterior, el venedor de cotxes ha recuperat 15 vegades la inversió en cotxes que va realitzar durant l'any, ja que va vendre 150 vehicles i mantenir unes existències mitjanes de 10.
La rotació, o índex de rotació, IR, es calcula amb la fórmula:
{\displaystyle IR={\frac {\text{Vendes a preu de cost}}{\text{Mitjana d'existències}}}}
Vendes a preu de cost
Són les unitats venudes durant el període, poden expressar-se en unitats físiques o unitats monetàries; en aquest darrer cas, la xifra ha de reflectir el cost de les vendes (o les vendes a preu de cost), no els ingressos per vendes, ja que distorsionaria el resultat.
Mitjana d'existències o existències mitjanes
Són les unitats emmagatzemades en mitjana durant el període, igualment poden expressar-se en unitats físiques o en unitats monetàries, al seu valor al magatzem.
Les dues xifres s'han d'expressar a la mateixa unitat.
Fórmula per determinar la rotació d'inventaris
La rotació d'inventaris es determina dividint el cost de les mercaderies venudes al període entre la mitjana d'inventaris durant el període. (Cost mercaderies venudes/Mitjana d'inventaris) = N vegades.

## Rellevància
La rotació és una part important de la rendibilitat. De forma abreujada:
{\displaystyle {\text{Coeficient de rendibilitat}}={\text{Marge}}*{\text{Rotació}}}
En molts casos, quan el marge és ajustat, la millor opció per augmentar la rendibilitat és incrementar-ne la rotació.
Mantenir inventaris implica un cost d'oportunitat. Per tenir-los s'ha de fer una inversió de capital i per això cal determinar-ne adequadament la mida.